# Ferdinand Hermens
Ferdinand Aloys(ius) Hermens (geboren 20. Dezember 1906 in Nieheim, Krs. Höxter; gestorben 2. Februar 1998 in Rockville, Maryland, USA) war ein deutsch-amerikanischer Politikwissenschaftler und Nationalökonom. Seine wichtigsten Bücher Democracy or Anarchy? (1941) und The Representative Republic (1958) wurden ins Deutsche, Italienische und Hebräische übersetzt.

## Studium und Berufsleben
Hermens studierte an den Universitäten Münster, Freiburg, Berlin und Bonn. 1928 schloss er sein Studium an der Universität Bonn als Diplom-Volkswirt ab. Dort wurde er 1930 mit einer Arbeit über Was ist Kapitalismus? zum Dr. rer. pol. promoviert. Sein Doktorvater war Joseph A. Schumpeter. Nach der Promotion setzt Hermens sein Studium der ökonomischen Theorie an den Universitäten Paris und Kiel fort.
Politisch engagierte sich Hermens für die Zentrumspartei und war publizistisch an der katholisch geprägten Zeitschrift Hochland beteiligt. Vor diesem Hintergrund konnte er im Dritten Reich seine Hochschulkarriere nicht fortsetzen.
1934 emigrierte Hermens nach Großbritannien und 1935 in die USA, wo er als Assistant Professor an der Catholic University of America in Washington, D.C. tätig war. 1945 wechselte er als ordentlicher Professor für Politikwissenschaft an die University of Notre Dame. Im Juli des Jahres 1950 war Hermens ein Teilnehmer der Königsteiner Konferenz, die einen wichtigen Grundstein für die universitäre Etablierung der Politikwissenschaft in der Bundesrepublik darstellte.
1959 kehrte Hermens vorübergehend nach Deutschland zurück, wo er als Nachfolger des ehemaligen Reichskanzlers Brüning auf den Lehrstuhl für Politische Wissenschaft an der Universität zu Köln berufen wurde.
Hier übernahm er als erster Direktor die Leitung des am 25. Juni 1960 errichteten Forschungsinstituts für Politische Wissenschaft und Europäische Fragen und wurde Herausgeber der Reihen „Kölner Schriften zur Politischen Wissenschaft“, „Demokratische Existenz heute“ und „Demokratie und Frieden“ sowie des Jahrbuchs „Verfassung und Verfassungswirklichkeit“. Während seiner Tätigkeit in Köln betreute Hermens Habilitanden und Doktoranden, die später als Professoren der Politikwissenschaft an deutsche Universitäten berufen wurden: u. a. Rudolf Wildenmann (Universität Mannheim), Gerda Zellentin (Universität Wuppertal), Werner Kaltefleiter (Universität Kiel), Hans Kammler (Universität Hohenheim), Norbert Konegen und Paul Kevenhörster (Universität Münster). Ende 1971 wurde Hermens emeritiert und kehrte in die Vereinigten Staaten zurück, wo er im Großraum Washington, DC lebte.
Hermens begründete die Kölner Schule der Politikwissenschaft.

## Ehrungen
- 1972: Großes Verdienstkreuz der Bundesrepublik Deutschland

## Schriften (Auswahl)
Das wissenschaftliche Gesamtwerk von Ferdinand A. Hermens umfasst eine Fülle von Büchern und zahlreiche Aufsätze in Zeitschriften und Sammelwerken. Die Deutsche Nationalbibliothek verzeichnet 31 Titel, die Library of Congress hält 25 Bücher. Nicht alle von ihnen sind hier aufgeführt.

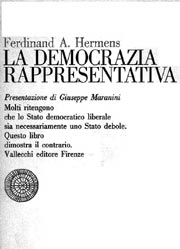
Hermens' Werk „The Representative Republic“ (dt. Titel: "Verfassungslehre") wurde in zahlreiche Sprachen übersetzt.

- Was ist Kapitalismus. Altenburg: Pierer, 1931 (zugleich Univ. Bonn, rer. pol. Diss,)
- Demokratie und Kapitalismus. Ein Versuch zur Soziologie der Staatsformen. München: Duncker & Humblot, 1931.
- Demokratie und Wahlrecht. Eine wahlsoziologische Untersuchung zur Krise der parlamentarischen Regierungsbildung. Paderborn: Schöningh, 1933.
- Mehrheitswahlrecht oder Verhältniswahlrecht? Berlin: Duncker & Humblot, 1949.
- Parteien, Volk und Staat. Karlsruhe: C. F. Müller, 1960.
- Ethik, Politik und Macht. Frankfurt/Main: Athenäum Verlag, 1961.
- Der Ost-West-Konflikt. Frankfurt/Main: Athenäum Verlag, 1961.
- Verfassungslehre. Frankfurt/Main: Athenäum Verlag, 1964; 2. Aufl., Köln und Opladen: Westdeutscher Verlag, 1968 (dt. Übersetzung seines Buches "Representative Republic")
- Wirtschaftliche und staatliche Stabilität. Frankfurt/Main: Athenäum Verlag, 1964.
- Demokratie oder Anarchie. Frankfurt/Main: Athenäum Verlag, 1951; 2. Aufl., Köln und Opladen: Westdeutscher Verlag, 1968.
- Zwischen Politik und Vernunft. Aufsätze aus drei Welten. Berlin: Duncker & Humblot, 1969, ISBN 3-428-01950-4
- Von der Diktatur zur Demokratie: Das Beispiel Spaniens und Portugals. Berlin: Duncker & Humblot, 1976, ISBN 3-428-03755-3
- (mit Alexander Rüstow u. Martin J. Hillenbrand): Zwischen Politik und Ethik (= Demokratische Existenz heute, Bd. 16). Köln: Westdeutscher Verlag, 1986

## Festschriften und Würdigungen
- Kaltefleiter-Gemmecke, Vera (Hrsg.), Im Kampf für Frieden und Freiheit – Ferdinand A. Hermens 65 Jahre. Die Festansprachen, eine Bibliographie von F. A. Hermens und die Veröffentlichungen des Forschungsinstituts für Politische Wissenschaft und Europäische Fragen der Universität zu Köln. Köln: Heymanns Verlag, 1972.
- Wildenmann, Rudolf (Hrsg.), Form und Erfahrung – Ein Leben für die Demokratie. Zum 70. Geburtstag von Ferdinand A. Hermens. Berlin: Duncker&Humblot, 1976.
- Thümmler, Ellen: Ferdinand A. Hermens und die Formel der Demokratie, in: Schale, Frank et al.: Intellektuelle Emigranten. Zur Aktualität eines historischen Phänomens, Wiesbaden: VS Verlag für Sozialwissenschaften, 2012, S. 155–184.
- Detjen, Joachim: Ferdinand A. Hermens (1906–1998), in: Jesse, Eckhard / Liebold, Sebastian (Hrsg.): Deutsche Politikwissenschaftler – Werk und Wirkung. Von Abendroth bis Zellentin, Baden-Baden: Nomos, 2014, S. 347–360.